# Африканський корпус (Росія)
«Африканський корпус» (рос. «Африканский корпус») — збройне військове формування, створене з вихідців з країн Африки та колишніх учасників ПВК «Вагнер» у грудні 2023 року. Підконтрольне Міністерству оборони Росії та перебуває під керівництвом заступника міністра оборони Юнус-Бека Євкурова. Це формування стало наступником ПВК «Вагнер», яка раніше діяла в різних країнах Африки. Метою утворення є поширення, закріплення та захист російського впливу в Африці. З травня 2024 року бере участь у війні проти України.

## Історія
«Корпус» створено у серпні 2023 року одразу після смерті очільника ПВК «Вагнер» Євгена Пригожина. Вербування у склад підрозділу почалось у грудні того ж року. Найманці «Африканського корпусу» переважно вихідці з бідних африканських країн, які брали участь у військових конфліктах за наймом у складі ПВК «Вагнер» та  виконували поліцейські або терористичні функції відносно своїх опонентів в Африці. Підрозділи формування були розгорнуті в Сирії, Лівії, Буркіна-Фасо, Нігері та Малі, які є стратегічною зоною військових та економічних інтересів Москви. Зокрема, набір до формування здійснюється і на території Російської Федерації: основною базою підготовки підрозділу визначено військовий полігон «Молькіно» в Краснодарському краї. Цільовим контингентом частини є військовослужбовці Повітрянодесантних військ Росії.
24 січня 2024 року в Буркіна-Фасо прибув «Африканський корпус» чисельністю 100 осіб. Метою найманців був захист самопроголошеного глави держави Ібрагіма Траоре. Також повідомлялося, що ще 200 осіб прибудуть до країни найближчим часом.

### Участь у війні проти України
У квітні 2024 року МО РФ перекинуло підрозділи «Африканського корпусу» до кордону України в Бєлгородській області для підготовки до наступу на Харківську область. Частини зі складу найманців були задіяні разом із регулярними російськими військами і підрозділами «Шторм-Z» під час травневого наступу на Вовчанськ, що розташований на півночі Харківської області. Бійці з «корпусу» були залучені у боях за Липці.